# Терзян, Ален
Ален Терзян (фр. Alain Terzian, арм. Ալեն Թերզյան; род. 2 мая 1949 года в Париже) — французский продюсер и актёр армянского происхождения. Администратор Каннского кинофестиваля.

## Продюсер
- Реквием по убийце (2011) Requiem pour une tueuse
- Тренер (2009) Le coach
- Код изменился (2009) Le code a changé
- Замкнутый круг (2009) Le premier cercle
- Президент (2006) Président … сопродюсер
- Летний пассажир (2006) Le passager de l'été
- Неуловимый (2005) Anthony Zimmer
- Я остаюсь (2003) Je reste!
- Преподаватель (2000) Le prof
- Все купаться (1999) Tout baigne!
- Пришельцы 2: Коридоры времени (1998) Les couloirs du temps: Les visiteurs 2
- Героини (1997) Héroïnes
- Сестры Солей (1997) Les soeurs Soleil
- Фиктивный брак (1996) Ma femme me quitte
- Между ангелом и бесом (1995) Les anges gardiens
- Фанфан — аромат любви (1993) Fanfan
- Пришельцы (1993) Les visiteurs
- Ключи от рая (1991) Les clés du paradis
- Операция «Тушёнка» (1990) L’opération Corned-Beef
- Здравствуй, страх (1988) Bonjour l’angoisse
- Недостающее звено (1987) La passerelle
- Невинные (1987) Les innocents
- Ветер паники (1987) Vent de panique
- Спираль (1987) Spirale
- Клуб встреч (1987) Club de rencontres
- Дебютант (1986) Le débutant
- Место преступления (1986) Le lieu du crime
- Цыганка (1985) La gitane
- Человек с глазами цвета денег (1985) L’homme aux yeux d’argent
- Свидание (1985) Rendez-vous
- Год медуз (1984) L’année des méduses
- Берег левый, берег правый (1984) Rive droite, rive gauche
- Свита (1984) La smala
- Ничьи женщины (1984) Femmes de personne
- Первые желания (1984) Premiers désirs
- Молодожен (1983) Le jeune marié
- Пусть те, у кого большая зарплата, поднимут руку! (1982) Que les gros salaires lèvent le doigt!
- Неблагоразумие (1982) L’indiscrétion
- Шок (1982) Le choc
- Бульвар убийц (1982) Boulevard des assassins
- Реванш (1981) La revanche … представительный продюсер
- Бензин! Бензин! (1981) Pétrole! Pétrole!
- Троих нужно убрать (1980) 3 hommes à abattre … представительный продюсер
- Лора (1979) Laura, les ombres de l'été … исполнительный продюсер
- Военврач (1979) Le toubib
- Шарло в изгнании (1979) Les Charlots en délire
- Воришки (1978) Les ringards

## Актёрская работа
- Ключи от машины (2003) (играет самого себя)
- Ключи от рая (1991)
- Ночь Сезара (сериал) (1976) (играет самого себя)

## Интересные факты
В 2012 году поддержал Николя Саркози во время президентских выборов.

## Награды
- Командор ордена Почётного легиона (30 декабря 2011 года)[1].
- Офицер ордена Почётного легиона (2004 год).
- Кавалер ордена Почётного легиона (31 декабря 1993 года)[2].
- Офицер Ордена «За заслуги» (16 мая 2008 года)[3].
- Кавалер Ордена «За заслуги» (1989 год).
- Командор Ордена Искусств и литературы (31 августа 2018 года)[4].
- Кавалер Ордена Искусств и литературы.
- Кавалер Ордена Почёта (13 июля 2009 года, Армения) — за значительный вклад в области кинематографии, а также тесное культурное сотрудничество с Родиной и деятельность, способствующую углублению армяно-французской дружбы[5].
- Медаль города Парижа.